# 1180-ті
Високе Середньовіччя •  Золота доба ісламу •  Реконкіста  •  Київська Русь

## Події

### Київська Русь
У власне Русі встановився дуумвірат. Великим князем Київським був Святослав Всеволодович, але за угодою зі смоленськими Ростиславичами від 1181 року решта міст Русі належала Рюрику Ростиславичу. У Володимиро-Суздальському князівстві, куди змістився центр могутності, правив Всеволод Велике Гніздо. На чернігівському престолі сидів Ярослав Всеволодович. У Новгороді була своя, особлива республіканська форма правління, куди князі тільки запрошувалися вічем.
Князі Русі здійснили успішні походи на половців 1183 та 1187 року, але похід 1185 року на чолі з новгород-сіверським князем Ігорем Святославичем завершився поразкою. Князь Ігор потрапив у полон, звідки йому все ж пощастило втекти. Ці події оспівані в Слові о полку Ігоревім.
У Галичі після смерті Ярослава Осмомисла справи в свої руки взяли бояри. Ярослав заповів князівство молодшому сину Олегу, але бояри, які стратили його матір, боялися помсти і запросили старшого сина старого князя Володимира. Олег повернув собі Галич з допомогою польського князя Казимира II Справедливого, але його незабаром отруїли, і князем Галича став Роман Мстиславич із Володимира-Волинського. Однак Володимир Ярославич привів з собою угорців. Король Бела III, проте, захопивши Галич, не віддав його Володимиру, проголосив себе самого королем Галичини, а Володимира посадив у в'язницю. Галичани прогнали угорців під час галицького повстання 1189 року. Володимир утік з полону й повернувся на княжіння.

### Візантія
Після смерті Мануїла I Комніна титул імператора успадкував Олексій II Комнін, але оскільки він був малолітнім, фактично імперією правила його мати Марія Антіохійська. У Константинополі почалися безпорядки, чим скористався Андронік I Комнін для того, щоб взяти владу в свої руки. Спочатку він проголосив себе співпімператором, а потім убив Олексія Комніна. Самого Андроніка Комніна змістив Ісаак II Ангел, а Андроніка вбив повсталий народ. Повстання у Константинополі супроводжувалися різнею латинян.
Імперія стала розпадатися. Жупан Рашки Стефан Неманя отримав незалежність, укравши союз з угорцями. Внаслідок повстання з братами Іваном та Теодором Асенями на чолі відновилася Болгарія. Ісаак Комнін Кіпрський проголосив себе імператором Кіпру й завдяки підтримці Сицилійського королівства, утримався на острові. Візантійський імператор втратив також контроль над Пелопоннесом. Однак візантійцям вдалося дати відсіч вторгненню на Балкани норманів із Сицилійського королівства.
Перед Третім хрестовим походом Візантія вступила в союз із султаном Сирії та Єгипту Салах ад-Діном і не дала дозволу німецьким хрестоносцям пройти через свою територію. Як наслідок, імператор Священної Римської імперії Фрідріх Барбаросса взяв Андріанаполь і підступив до стін Константинополя, що змусило Ісаака II Ангела поступитись.

### Близький Схід
Султан Салах ад-Дін 1183 року захопив Алеппо, повністю підпорядкувавши собі Сирію, що дало йому змогу зосередитися на війні з хрестоносцями Єрусалимського королівства. 1185 року помер хворий на проказу король Єрусалиму Балдуїн IV, залишивши трон малолітньому Балдуїну V. Той теж помер настуного року. В королівстві почалася боротьба за трон, у результаті якої королевою стала Сибіла Єрусалимська. Нова королева, попри попередню домовленість зі знаттю, зробила королем-консортом Гі де Лузіньяна.
Салах ад-Дін розгромив військо Гі де Лузіньяна у битві на Рогах Хаттіна 1187 року, після чого захопив Єрусалим і майже все королівство. Хрестоностці втрималися лише в кількох містах і фортецях. Після цього фіаско папа римський Григорій VIII оголосив новий хрестовий похід, до якого почали готуватися європейські монархи. Наприкінці десятиліття хрестоносці почали прибувати в Палестину й взяли в облогу Акру.

### Європа
Імператор Священної Римської імперії Фрідріх Барбаросса та Ломбардська ліга уклали 1183 року Констанцький мир, міста північної Італії відстояли своє право на самоуправління. 1189 року Фрідріх Барбаросса вирушив у Третій хрестовий похід, і 1190 року втопився в річці Салеф. Титул римського імператора перейшов до його сина Генріха VI. Німецькі лицарі заснували в Палестині Тевтонський орден.
Францією правив Філіп II Август, однак йому належала тільки частина сучасної території країни. Більша частина Франції була в руках англійського короля Генріха II Плантагенета та його синів. За французькі землі точилася постійна боротьба, що припинилася тимчасово тільки для участі монархів у Третьому хрестовому поході.
Проти короля Англії Генріха II Плантагенета двічі підіймали повстання власні сини. Річард Левове Серце домігся, об'єднавшись з французьким королем Філіпом II Августом, від батька проголошення себе спадкоємцем. 1189 року Генріх Плантагенет помер, і Річарда Левове Серце короновано королем Англії. Після коронації Річард вирушив у Третій хрестовий похід.
Сицилійський король Вільгельм II Добрий помер, не залишивши спадкоємця. Як наслідок розпочалася боротьба за сицилійську корону між зятем покійного короля римським королем Генріхом VI та місцевими норманськими баронами, серед яких виділявся Танкред з Лечче. В це протистояння втрутився на шляху в Палестину англійський король Річард Левове Серце.
Громадянська війна в Норвегії завершилася перемогою біркебейнерів, коли 1185 року Сверрір Сігурдссон завдав поразки Магнусу V і став королем.

### Святий престол
- 1181 — кінець понтифікату Папи Олександра ІІІ;
- 1181—1185 — понтифікат Папи Луція III;
- 1185—1187 — понтифікат Папи Урбана III;
- 1187 — понтифікат Папи Григорія VIII;
- 1187 — початок понтифікату Папи Климента III

### Азія та решта світу
Мухаммад Горі з династії Гуридів підкорив собі північну частину Індії, захопив Лахор, поклавши край залишкам Газневідів. Це завоювання, як і війна Гуридів проти раджпутів, призведе до захоплення всієї Північної Індії мусульманами й встановлення Делійського султанату.
У Середній Азії зросла могутність Хорезму. Хорезмшахи захопили у сельджуків важливе місто Нішапур.
В Японії перемога клану Мінамото над кланом Тайра у війні Мінамото і Тайра знаменувала собою завершення періоду Хей'ан і початку періоду Камакура.
У Грузії після смерті Георгія III почалося правління цариці Тамари.